# Zeche Vereinigte Louise (Dortmund)
Die Zeche Vereinigte Louise in Syburg-Buchholz ist ein ehemaliges Steinkohlenbergwerk. Das Bergwerk hat eine über 130-jährige Bergwerksgeschichte. Das Bergwerk befand sich in einem Tal am Hang eines Ausläufers des Asenbergs. Das Bergwerk gehörte zum Märkischen Bergamtsbezirk und dort zum Geschworenenrevier Hörde.

## Geschichte

### Die Anfänge
In der Zeit vom 6. bis zum 31. Oktober des Jahres 1827 wurden die drei Längenfelder Diana, Glückliche Louise und Louisenglück Nordflügel verliehen. Der Fundpunkt für das Längenfeld Glückliche Louise lag auf dem Kückshauser Hof, der Fundpunkt für Diana gegenüber dem Längenfeld Glückliche Louise und der Fundpunkt für Louisenglück Nordflügel lag weiter talabwärts. Am 22. Januar des darauffolgenden Jahres wurden die drei Längenfelder zur Vereinigten Louise konsolidiert. Hauptgewerke der Gewerkschaft war der Herdecker Bürgermeister Wilhelm Springorum, der 64 Kuxe hielt. Die Eigentümer der Zechen Schleifmühle und Louisenglück hielten jeweils 32 Kuxe. Zwischen dem Hauptgewerken Springorum und dem Iserlohner Kaufmann Johannes Rupe, der auch an den beiden Zechen beteiligt war, kam es zu einer längeren Auseinandersetzung um die Grubenfeldrechte. Am Ende obsiegte der Hauptgewerke Springorum. Wegen dieser Auseinandersetzung zwischen den Gewerken konnte die Inbetriebnahme des Bergwerks erst 1843 beim Bergamt beantragt werden. Es war geplant, die abgebauten Stückkohlen als Brennstoff an Schmelzwerke zu verkaufen und die Gruskohlen zur Verwendung in Kalköfen zu verkaufen. Mittlerweile besaß der Hauptgewerke Wilhelm Springorum auch mit 80 Kuxen die Kuxenmehrheit. Weitere Kuxe wurden von Freiherr Gisbert von Romberg (16 2/3 Kuxe), Friedrich und August Engels (16 Kuxe) und der Familie Cappel (5 1/3 Kuxe) gehalten. Nachdem die Genehmigung für die Inbetriebnahme erteilt worden war, legte der Mitgewerken Gisbert von Romberg Einspruch gegen die erteilte Genehmigung ein. Allerdings konnte Wilhelm Springorum aufgrund seiner Kuxenmehrheit diesem Einspruch widersprechen. Im Oktober des Jahres 1843 wurden von der Gewerkschaft beim Bergamt zwei Personen für die Aufsicht und Kontrolle des Bergwerks gemeldet. Der Fahrsteiger Heber sollte als Aufsichtsperson für das Bergwerk dienen und ein Bürger aus Herdecke mit dem Namen Funke sollte als Schichtmeister und Vertreter des Fahrsteigers eingesetzt werden. Da Funke keinerlei bergmännische Kenntnisse besaß, wurde seine Einsetzung als Schichtmeister vom Bergamt abgelehnt. Stattdessen wurde der Bergmann Friedrich-Wilhelm Sichtermann als provisorischer Schichtmeister eingesetzt. Somit konnte die Zeche in Betrieb gehen.

### Der weitere Betrieb
Im April des Jahres 1844 wurde das Bergwerk in Betrieb genommen. Im nördlichen Berghang wurde ein dort vorhandener Stollen auf eine Länge von 60 Meter gesäubert. Es wurden hier noch vorhandene Restkohlen abgebaut. Als Flöz war nur das Flöz Sengsbank vorhanden. Dieses Flöz hatte eine Mächtigkeit von 24 Zoll. Zeitgleich wurde der Stollen bis auf eine Länge von 210 Metern weiter aufgefahren. Außerdem wurden mehrere ältere Stollen im Bereich oberhalb der Husener Mühle aufgewältigt und weiter aufgefahren. Die Mindestabmessungen für den Stollenquerschnitt aller Stollen, Grundstrecken und Örter hatte das Bergamt auf einem Lachter Höhe und 0,5 Lachter Breite festgesetzt. Nachdem das Flöz erreicht worden war, mussten zur Verbesserung der Bewetterung der Grubenbaue zwei parallele Überhauen nach über Tage erstellt werden. Zusätzlich hatte das Bergamt zur Verstärkung der Bewetterung den Betrieb von Wettertrommeln angeordnet. Damit vor Ort ein genügender Wetterzug vorhanden war, wurden die Wetter über Lutten bis vor Ort geblasen. Die sich ansammelnden Grubenwässer und das durch die Wetterüberhauen eindringende Schmelz- und Regenwasser wurde über am Stoß angelegte Wasserseigen bis zum Stollenmundloch abgeführt, von dort wurde das Wasser übertägig über einem gemauerten Graben in den Mühlenbach abgeleitet. Insbesondere bei Starkregen versagte diese Form der Wasserhaltung, sodass sich die Stollen bis fast zur Firste mit schlammigem Wasser füllten. Nach solchen Ereignissen mussten die Grubenbaue aufgewältigt werden. Im Jahr 1858 war das Bergwerk nachweislich in Betrieb. In der Förderung wurden in diesem Jahr probeweise eiserne Förderwagen mit Holzboden eingesetzt. Die Förderleistungen dieser Wagen waren deutlich höher als bei den bisher verwendeten Wagen. Auch wurden sie von den Förderleuten bevorzugt. Aus diesem Grund planten die Bergwerksbetreiber weitere zusätzliche dieser neuen Wagen fertigen zu lassen. Auch in den Jahren 1863, 1865 und 1867 war das Bergwerk nachweislich in Betrieb. Im Jahr 1869 soff das Grubengebäude erneut ab. Aus diesem Grund wurde die Zeche Vereinigte Louise noch im selben Jahr stillgelegt. Am 28. Januar des Jahres 1964 wurde die Berechtsame der Zeche Vereinigte Louise aufgrund des Längenfeldbereinigungsgesetzes aufgehoben. Die südlichen und westlichen Teile des Grubenfeldes wurden den überdeckenden Geviertfeldern der Zechen Syburg, Abendsonne und Schöne Aussicht zugeschlagen. Der Rest des Grubenfeldes fiel ins Bergfreie.

### Förderung und Belegschaft
Die ersten bekannten Förderzahlen stammen aus dem Jahr 1844, damals wurde eine Förderung von 2418 Scheffel Steinkohle erbracht. Die ersten bekannten Belegschaftszahlen stammen aus dem Jahr 1846, damals waren zwischen drei und acht Bergleute auf dem Bergwerk beschäftigt, die eine Förderung von 12.294 Scheffeln Steinkohle erbrachten. Die letzten bekannten Förder- und Belegschaftszahlen des Bergwerks stammen aus dem Jahr 1855, in diesem Jahr wurden mit fünf Bergleuten 4122½ preußische Tonnen Steinkohle gefördert. Dies war auch die maximale Förderung des Bergwerks.

## Heutiger Zustand
Heute ist von einem der Stollen nur noch ein verbrochenes Stollenmundloch vorhanden. Das verbrochene Stollenmundloch ist jedoch nicht mehr als solches zu erkennen.